# Česká ragbyová extraliga 1995/1996
Extraliga 1995/96 byla nejvyšší ragbyová liga mužů v České republice, hraná od podzimu 1995 do jara 1996. Poprvé se o titul hrálo systémem play-off a vítězem se stalo mužstvo RC Říčany.

## Tabulka po základní části
| Poř. | Tým                  | Z  | V  | R | P  | CB      | 4P | -7 | B* |
| ---- | -------------------- | -- | -- | - | -- | ------- | -- | -- | -- |
| 1.   | RC Říčany            | 14 | 13 | 0 | 1  | 362:126 |    |    | 40 |
| 2.   | RC RealSpektrum Brno | 14 | 8  | 0 | 6  | 278:211 |    |    | 30 |
| 3.   | RC Sparta Praha      | 14 | 7  | 0 | 7  | 228:202 |    |    | 28 |
| 4.   | RC Tatra Smíchov     | 14 | 6  | 1 | 7  | 231:201 |    |    | 27 |
| 5.   | RC Přelouč           | 14 | 5  | 3 | 6  | 142:208 |    |    | 27 |
| 6.   | RC Slavia Praha      | 14 | 5  | 0 | 9  | 194:253 |    |    | 24 |
| 7.   | TJ Praga             | 14 | 5  | 1 | 8  | 155:202 |    |    | 23 |
| 8.   | JIMI RC Vyškov       | 14 | 3  | 1 | 10 | 140:357 |    |    | 17 |

## Finálová skupina

### Semifinále
RC RealSpektrum Brno – RC Sparta Praha 21:10 a 28:25

RC Říčany – RC Tatra Smíchov 13:14 a 18:14

### O 3. místo
RC Sparta Praha – RC Tatra Smíchov 27:27 a 24:12 (15:5)

### Finále
RC Říčany – RC RealSpektrum Brno 6:9 a 23:6 (13:3)

## O konečné umístění
RC Přelouč – RC Vyškov 3:21 a 12:13

RC Slavia Praha – TJ Praga 30:11 a 28:12

### O 5. místo
RC Vyškov – RC Slavia Praha 0:52 a 6:65

### O 7. místo
RC Přelouč – TJ Praga 8:30 a 0:22

## Baráž
RC Přelouč – LI Bystrc Brno 22:8

## Konečné pořadí
| Pořadí           | Tým                  |
| ---------------- | -------------------- |
| Zlatá medaile    | RC Říčany            |
| Stříbrná medaile | RC RealSpektrum Brno |
| Bronzová medaile | RC Sparta Praha      |
| 4.               | RC Tatra Smíchov     |
| 5.               | RC Slavia Praha      |
| 6.               | RC Vyškov            |
| 7.               | TJ Praga             |
| 8.               | RC Přelouč           |